# Daniela Melchiorre
Daniela Melchiorre (ur. 12 maja 1970 w Rzymie) – włoska polityk i prawniczka, deputowana, była wiceminister sprawiedliwości i rozwoju gospodarczego.

## Życiorys
Ukończyła studia prawnicze na Uniwersytecie w Bari. Praktykowała jako prawnik, była też wykładowczynią na macierzystej uczelni. Została później zastępcą prokuratora wojskowego w Weronie i Turynie.
Działała jednocześnie w partii Margherita, stanęła na czele jej struktur w Mediolanie. W rządzie Romano Prodiego od maja 2006 do marca 2008 pełniła funkcję podsekretarza stanu w Ministerstwie Sprawiedliwości. Jesienią 2007, sprzeciwiając się akcesowi jej ugrupowania do Partii Demokratycznej, przystąpiła do nowej formacji, tworzonej przez Lamberta Diniego pod nazwą Liberalni Demokraci.
W wyborach w 2008 z ramienia federacyjnego Ludu Wolności uzyskała mandat posłanki do Izby Deputowanych XVI kadencji. Gdy Lamberto Dini zdecydował się wstąpić bezpośrednio do przekształconego w jednolitą partię Ludu Wolności, Daniela Melchiorre objęła kierownictwo Liberalnych Demokratów. Początkowo popierała gabinet Silvia Berlusconiego, wkrótce przeszła do opozycji, a w 2010 wprowadziła swoją formację do koalicji Nowy Biegun dla Włoch. Od maja do czerwca 2011 była wiceministrem rozwoju gospodarczego. W 2013 odeszła z polityki, powracając do sądownictwa wojskowego.